# Hans Jörnvall

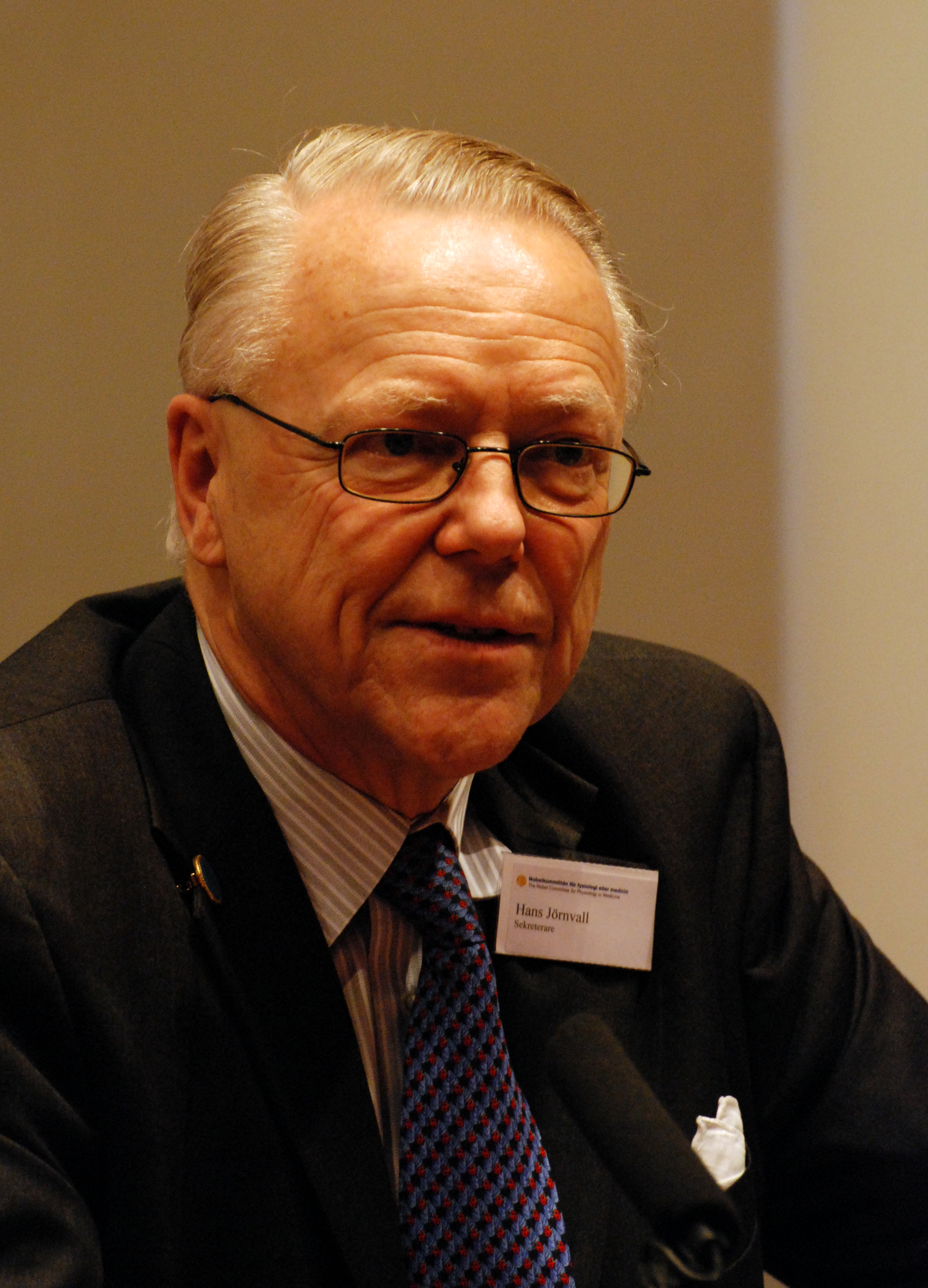
Hans Jörnvall, 2008.

Hans Evert Jörnvall, född 1942 i Solna, är en svensk biokemist.
Hans Jörnvall disputerade 1970 vid Karolinska Institutet där han senare blivit professor i fysiologisk kemi vid Institutionen för medicinsk biokemi och biofysik. Hans forskning har undersökt struktur, funktion och evolution hos peptider. Han var 2000–2008 sekreterare i Karolinska Institutets Nobelkommitté. Han är sedan 2003 ledamot av Vetenskapsakademien.

### Fotnoter
1. ↑  Jörnvall, Hans (1970) (på engelska). The primary structure of horse liver alcohol dehydrogenase. Stockholm. Libris 925870